# نينا تاندون
نينا ماري تاندون (بالإنجليزية: Nina Tandon) مهندسة طب حيوي أمريكية. وهي الرئيس التنفيذي ومؤسّسة مشاركة لـ EpiBone.  تعمل حاليًا أستاذ مساعد للهندسة الكهربائية في Cooper Union     وهي زميلة أولى في مختبر الخلايا الجذعية وهندسة الأنسجة في جامعة كولومبيا.  كانت زميلة TED 2011  وزميلة أولى في TED لعام 2012.

## الحياة الشخصية
نشأت تاندون في جزيرة روزفلت في مدينة نيويورك. [10] لها أخ واحد وأختان. [11] عندما كانت طفلة، اكتشفت تاندون مدى اهتمامها بالعلوم عندما علمت أن إخوتها يعانون من مشاكل في البصر. تم تشجيعها وإخوتها على إجراء تجارب علمية مختلفة؛ كما عمل أشقاء تاندون في مجالات علمية.  [12] عندما كانت طفلة، كانت تستمتع «بتفكيك أجهزة التلفزيون وبناء أبراج تينكرتوي العملاقة، واللعب بالكهرباء الساكنة، وإجراء التجارب في فصلها الدراسي للمعارض العلمية.» [10] شاركت في أنشطة حل الألغاز وحل المشكلات والمسرح المجتمعي والشعر والخياطة. [13]
بالإضافة إلى اللغة الإنجليزية، درست نينا تاندون الفرنسية والهندية وهي قادرة على التحدث باللغة الإيطالية. [24] شاركت في سباقات الماراثون. [20] [10] في عام 2010، شاركت في التدريس في معسكر علمي في لين، ماساتشوستس للأطفال المحرومين. [25] كما أنها تستمتع بحدادة المعادن التدريب على اليوجا.

## التعليم
التحقت تاندون بالكلية في Cooper Union، وحصلت منها على درجة البكالوريوس في الهندسة الكهربائية عام 2001. [4] أثناء إكمال تعليمها الجامعي، صنعت آلة موسيقية إلكترونية يتم عزفها من خلال الموجات الكهرومغناطيسية لأجسام البشر. [1] من 2003 إلى 2004، التحقت تاندون بجامعة روما تور فيرغاتا، بعد أن حصل على منحة فولبرايت. [4] وهناك عملت على تطوير LibraNose، حيث عملت على تحليلُ عينة التنفس للمريض، بهدف تحديد قابلية عمل جهاز تنفسي غيرُ متوغلٍ لتحديد السرطان. [11] في عام 2006، تخرجت من معهد ماساتشوستس للتكنولوجيا بدرجة ماجستير في الهندسة الكهربائية، [4] بعد أن حصلت على زمالة MIT الرئاسية في عام 2004.[11] في عام 2006، بدأت التحضير للدراسات العليا في جامعة بوسطن، لكن سرعان ما غيّرت لتتبع معلمها، البروفيسور جوردانا فونجاك - نوفاكوفيس.  ثم درست في جامعة كولومبيا، وتخرجت في عام 2009 بدرجة الدكتوراه في الهندسة الطبية الحيوية، تخصص هندسة الأنسجة القلبية. [4] [10] صرحت تاندون أن مسار حياتها المهنية كان مستوحى من الأقارب. في جامعة كولومبيا، بدأت بصنع الأنسجة البشرية. [14] حصلت أيضًا على ماجستير إدارة الأعمال من جامعة كولومبيا في عام 2012.  [15] قالت إنها تريد سد الفجوة بين إمكانيات بحثها، وتحقيقها بالفعل، وهذا أصبح ممكنًا بفضل دراسة الأعمال.

## العمل
كمهندسة طب حيوي، عملت تاندون في جامعة كولومبيا في مجال «فرض نمو وتحفيز الخلايا باستخدام التيارات الكهربائية».  حاليًا، نجحت في إنماء خلايا على قلوب الفئران، لتخفق، لكن هدفها النهائي هو امتلاك القدرة على إنشاء عملية يتمكن العلماء من خلالها من إنماء أعضاء بشرية كاملة.
شاركت لاحقًا في تأسيس شركة EpiBone، وتشغل حاليًا منصب الرئيس التنفيذي فيها. 
بدأت حياتها المهنية في شركة اتصالات، حيث عملت في خدمة العملاء. عملت تاندون في Avaya Labs، حيث طورت برامج اتصالات [5] [16] قبل أن تتخصص في الهندسة الطبية الحيوية. كانت مسيرتها الطبية مستوحاة من أشقائها. يعاني شقيقها من مرض في العين ويكافح من أجل الرؤية بوضوح. أما شقيقتيها فلديهما مشاكل في رؤية الألوان.  استلهمت حياتها المهنية أيضًا من والدتها التي شجعت العلوم منذ صغرها. 
تاندون أستاذة مساعدة في الهندسة الكهربائية في Copper Union، وعملت سابقًا باحثة مشاركة لما بعد الدكتوراه في الخلايا الجذعية ومختبر هندسة الأنسجة في جامعة كولومبيا.
بصرف النظر عن بحثها العلمي، لدى تاندون العديد من الهوايات والاهتمامات الأخرى مثل تشغيل المعادن والمشاركة في سباقات الماراثون واليوغا. 

## التكريمات والجوائز
عام 2011، حصلت على زمالة TED. [19] في العام التالي، عُيّينت زميلة أولى في TED [13] وواحدة من أكثر الأشخاص إبداعًا في شركة Fast Company لعام 2012. [20] [21] حصلت تاندون على جوائز ماري كلير للسيدات اللاتي في القمة 2013. [18] وسُمّيت أيضًا زميلة Wired للابتكار [22] ومفكرة عالمية لعام 2015 من قبل فورين بوليسي. [5] صنفتها شركة لوريال باريس كواحدة من نساءها المتميزات في فئة العلوم والابتكار. [18] لديها أيضًا ثلاث براءات اختراع . 

## روابط خارجية
- خطاب تاندون في مؤتمر بلومبرغ للتكنولوجيا 2015